# Ichthyostegalia
Ichthyostegalia – rząd wymarłych płazów pierwotnych, należących do podgromady labiryntodontów. Cechowało je wymieszanie cech rybich i płazich. Są prawdopodobnie pierwszymi lądowymi czworonogami. Jako przodkowie wszystkich pozostałych czworonogów nie stanowią taksonu monofiletycznego.
Badania paleontologiczne Grzegorza Niedźwiedzkiego w Górach Świętokrzyskich dowiodły, że były boczną gałęzią ewolucyjną, gdyż odkryto tropy bardziej zaawansowanego ewolucyjnie zwierzęcia, żyjącego 18–20 mln lat wcześniej. Pracę na temat tego odkrycia opublikowało w styczniu 2010 roku czasopismo Nature.
Systematyka
- Rodzina: Acanthostegidae[4]
  - Rodzaj: Acanthostega
- Rodzina: Elpistostegidae
  - Rodzaj: Elpistostega
- Rodzina: Ichthyostegidae[4]
  - Rodzaj: Hynerpeton
  - Rodzaj: Ichthyostega
- Rodzina: Whatcheeriidae
  - Rodzaj: Pederpes
  - Rodzaj: Whatcheria
  - Rodzaj: Ossinodus
- Rodzina: Elginerpetontidae[4]
  - Rodzaj: Elginerpeton
  - Rodzaj: Obruchevichthys